# Winnertzia palustris
Winnertzia palustris är en tvåvingeart som beskrevs av Ephraim Porter Felt 1915. Winnertzia palustris ingår i släktet Winnertzia och familjen gallmyggor.
Artens utbredningsområde är New York. Inga underarter finns listade i Catalogue of Life.